# جوني هولاند
جوني هولاند (بالإنجليزية: Johnny Holland)‏ هو لاعب كرة قدم أمريكية أمريكي، ولد في 11 مارس 1965 في بيلفيل في الولايات المتحدة.

## وصلات خارجية
- جوني هولاند على موقع مرجع كرة القدم المحترفة.كوم (الإنجليزية)